# Сражение при Кенн Фуайте

Ирландия в середине IX — начале XI века

Сражение при Кенн Фуайте (битва при Канфи; др.‑ирл. Cath Cenn Fuait) — состоявшееся в сентябре 917 года около селения Кенн Фуайт сражение, в котором войско викингов во главе с Ситриком Слепым одержало победу над войском короля Лейнстера Аугайре мак Айлеллы.

## Исторические источники
О сражении при Кенн Фуайте и связанных с ним событиях сообщается в нескольких ирландских анналах: в «Анналах Ульстера», «Анналах четырёх мастеров», «Хронике скоттов», а также в трактате «Война ирландцев с чужеземцами».

## Предыстория
На рубеже IX—X веков ирландцы одержали над викингами и норвежцо-гэлами несколько крупных побед, в том числе, в 902 году захватили Дублин, тем самым положив конец существованию здесь королевства викингов.
Однако в середине 910-х годов нападения викингов на Ирландию снова активизировались. В 917 году на остров прибыло новое большое войско скандинавов, возглавлявшееся Ситриком Слепым и Рагналлом Уа Имаром, близкими родственниками короля Ивара II Дублинского. Высадившись на восточном побережье Ирландии, викинги разделились: часть их под командованием Рагналла, установив контроль над скандинавами Уотерфорда, попыталась овладеть Эмли, а викинги во главе с Ситриком начали разорять Лейнстер. Против скандинавов с армией выступил Верховный король Ирландии Ниалл Глундуб, однако состоявшееся 22 августа сражение при Маг Фемене между его войском и викингами Рагналла не принесло победы ни одной из сторон.

## Сражение
После битвы при Маг Фемене оба войска в течение двадцати дней не предпринимали попыток атаковать друг друга. Вероятно, понимая, что силы обеих войск приблизительно равны, Ниалл Глундуб и Рагналл Уа Имар ждали подхода подкреплений. Первый из них надеялся на помощь короля Лейнстера Аугайре мак Айлеллы, второй — Ситрика Слепого. Желая воспрепятствовать соединению двух армий викингов, Верховный король Ирландии направил послание лейнстерскому властителю, прося того как можно скорее напасть на войско Ситрика.
Исполняя просьбу Верховного короля Ирландии, лейнстерцы в сентябре 917 года прибыли к селению Кенн Фуайт, где находился лагерь Ситрика. Точное местоположение этого населённого пункта не известно: предполагается, что он мог находиться или вблизи Сент-Маллинса, или вблизи Лейкслипа, или вблизи Глинна. Достоверно известно только то, что Кенн Фуайт находился на границе королевства Лейнстер.
Войско Аугайре мак Айлеллы атаковало викингов Ситрика Слепого, но в сражении потерпело сокрушительное поражение. На поле боя пали около шести сотен лейнстерцев. Среди погибших были и многие знатные персоны, в том числе сам король Аугайре, правитель земель к востоку от реки Лиффи Маэлморда мак Муйрекайн и епископ Лейнстера Маэл Маэдок мак Диармайта.

## Последствия
Узнав о поражении лейнстерцев, Ниалл Глундуб покинул с войском лагерь около Маг Фемена и отступил в Миде. Победа при Кенн Фуайте позволила викингам Ситрика Слепого начать беспрепятственно хозяйничать в Лейнстере. Сразу же после сражения скандинавы разграбили Килдэр, а затем и возвратили себе власть над Дублином. Новым правителем восстановленного Дублинского королевства стал Ситрик. Несмотря на все усилия, Ниалл Глундуб не смог помешать этим успехам скандинавов. Война между Верховным королём Ирландии и викингами продолжалась до его гибели в сражении при Исландбридже в 919 году.